# Sistema de interpolación
El sistema de interpolación (en inglés motion interpolation) es un mecanismo que consiste en generar nuevos fotogramas a partir de los ya existentes en un archivo audiovisual mediante sistemas de interpolación. Utilizando algoritmos, los sistemas de interpolación mezclan dos fotogramas del archivo original creando un nuevo fotograma, lo que aumenta así la tasa de fotogramas por segundo (pasa a ser de 24 a 48 fotogramas). Estos sistemas son sobre todo utilizados por los televisores LCD más recientes, que necesitan una tasa mayor de los 24 fotogramas por segundo habituales para ganar fluidez.

## Polémicas
Ha habido numerosas quejas y polémicas alrededor de los sistemas de interpolación, las cuales hacen referencia principalmente a dos cuestiones. En primer lugar, la tasa de fotogramas por segundo más alta de lo habitual provoca en muchos espectadores una sensación de extrañez, pues están acostumbrados a ver las películas a 24 fotogramas por segundo. Es lo que popularmente se conoce como efecto telenovela. En segundo lugar, aparece una cuestión ética sobre la legitimidad de alterar una obra originalmente concebida de determinada forma. Estas dos quejas son las que utilizó la cineasta y directora de fotografía Reed Morano cuando inició una campaña por internet para que los televisores dejaran de usar por defectos los sistemas de interpolación. Según Morano, este mecanismo devalúa su trabajo, y lo hace parecer «más básico y más plano» , y añade que «altera el aspecto cinematográfico de la obra original».